# Rezerwat przyrody Ławice Troszyńskie
Rezerwat przyrody Ławice Troszyńskie – wodny rezerwat przyrody położony na terenie gmin Gąbin i Słupno, w powiecie płockim, w województwie mazowieckim. Obejmuje wyspy, piaszczyste łachy oraz wody rzeki Wisły.
Powołany Zarządzeniem Ministra Ochrony Środowiska, Zasobów Naturalnych i Leśnictwa z dnia 2 listopada 1994 r. (M.P. z 1994 r. nr 58, poz. 496, rej. woj. nr 139). Zajmuje powierzchnię 121,19 ha (akt powołujący podawał 114 ha). Wokół rezerwatu utworzono otulinę o powierzchni 109,75 ha.
Jest to rezerwat typu faunistycznego (PFn), podtypu ptaków (pt), utworzony w celu zachowania ze względów naukowych i dydaktycznych ostoi lęgowych rzadkich i ginących w Polsce ptaków siewkowatych: mew, rybitw i sieweczek.
Na mocy planu ochrony ustanowionego w 2018 roku, obszar rezerwatu objęty jest ochroną czynną.
Rezerwat leży na terenie Nadwiślańskiego Obszaru Chronionego Krajobrazu oraz dwóch obszarów Natura 2000: specjalnego obszaru ochrony siedlisk „Kampinoska Dolina Wisły” PLH140029 i obszaru specjalnej ochrony ptaków „Dolina Środkowej Wisły” PLB140004. Po jego południowo-wschodniej stronie, także na Wiśle, znajduje się rezerwat „Kępa Wykowska”.